# 山本良一 (実業家)
山本良一（やまもと りょういち、1951年3月27日 - ）は、日本の実業家、J.フロント リテイリング取締役。第7代大丸代表取締役社長。元日本百貨店協会副会長 である。

## 来歴・人物
横浜市生まれ。横浜市立桜丘高等学校を経て、1973年明治大学商学部卒業。元明治大学体育会バスケットボール部主将。のちに、バスケットボール部OB会長。1973年大丸入社。大阪・梅田店営業企画部長、百貨店業務本部営業改革推進室部長などを経て、2003年、13人抜きで役員経験なしで社長に就任。
2007年大丸と松坂屋の経営統合に伴い設立された、持ち株会社のJ.フロント リテイリング取締役。2010年、大丸松坂屋百貨店社長に就任。
2013年4月、J.フロント リテイリング社長。日本百貨店協会副会長も務める。2020年5月、J.フロント　リテイリング取締役・取締役会議長就任。

## テレビ出演
- 日経スペシャル カンブリア宮殿 新春拡大SP 百貨店は、まだ死なない！（2017年1月5日、テレビ東京）[6]